# 紅箭飛行表演隊
紅箭飛行表演隊（英語：Red Arrows），正式名稱為英國皇家空軍特技飛行隊（Royal Air Force Aerobatic Team），是英國皇家空軍駐紮於英格蘭林肯郡斯坎普頓 （Scampton）基地。1964年底訓練籌備，取代了原先由皇家空军资助的一些非正式的团队。1965年正式成立，1965年5月6日在格洛斯特郡小瑞星頓基地（RAF Little Rissington）首次表演。
红箭飞行表演队的徽章为9架钻石编队的飞机，下方为团队的座右铭“Éclat”，意为“光辉”或“优秀”。 
红箭飞行表演队配备了7架蚋式教练机，它们来自英国皇家空军原来的“黄夹克飞行表演队” （Yellowjacks）。选择该机型的原因是它们运行以来比战斗机便宜。成立后第一个赛季，在欧洲各地表演了65次。1966年，团队增加为9名成员，使他们可以发展“钻石九”队形。1979年底，其机型更换为鹰式教练机。红箭飞行表演队自成立以来累计在全球53个国家表演，场次超过4千场。

## 表演隊沿革
英國皇家空軍在1920年第一次在Hendon進行首次進行螺旋槳式飛機的飛行表演，由兩架或多架雙翼機貼近飛行。1938年三架Gladiators飛機貼翼飛行。
1947年漢普郡歐迪恩皇家空軍基地戰鬥機大隊的三架「吸血鬼」式戰鬥機組成第一個噴氣式飛機大隊。1950年，第72飛行中隊擁有七架「吸血鬼」式戰鬥機，第54飛行中隊擁有五架戰鬥機。當年54飛行中隊進行首次拉煙飛行，將柴油注入噴氣管經由把柴油轉化為白煙。之後皇家空軍飛行中隊之間競爭十分激烈，各自發展出各中隊自己的飛行風格。當第54飛行中隊在1955年換裝「獵鷹」式戰鬥機時，將四個飛行員組合成一個飛行隊，稱為「黑色騎士」。1956年，擁有五架黑色「獵人」式戰鬥機的第111飛行中隊（其綽號為『搖尾鳥』或『三合一』）成為皇家空軍官正式的飛行表演隊。他們在法國完成飛行表演後被稱讚為'Les Fleches Noires'，以「黑箭」名聞於歐洲。第一年， 它在英國、意大利、荷蘭、比利時和德國共進行了65次飛行表演。飛行表演隊被皇家航空俱樂部授予「大不列顛獎章」，以表彰他們在航空領 域為提高英國聲望而作出的傑出貢獻。起初飛行員由各飛行中隊僱傭產生，很快就發現僱傭飛行表演有些問題。由於特技飛行路線複雜，需要與飛行同伴有好的默契；另外如果飛行員不常被召表演，就難保較佳飛行狀態，情緒上也會有失落感。目前紅箭飛行表演隊固定有9位飛行員，飛行表演期為三年，每年更換3位飛行員，新飛行員的甄選由現有飛行員閉門投票產生。
1968年，飛行表演隊共有十架「蚊」式飛機，表演時只使用其中的七架，每架飛機都有三色煙霧發生系統，通常以紅白藍顏色配置。起初飛行表演隊是位於格洛斯特郡的Fairford空軍基地，由中央飛行學校管理。冷戰結束以後，斯坎普頓基地成為了削減國防預算的犧牲品，機場於1995年年底關閉。1996年2月，「紅箭」表演隊結束了在非洲、澳洲和遠東的巡迴表演後，在Cranwell皇家空軍基地找到自己的新家，他們和皇家空軍的Bulldogs, Dominies和Jetstreams飛行表演隊共用機場。後來皇家空軍飛行學校的總部設在林肯郡的斯坎普頓基地，飛行表演隊在1983年重新部署到此。

## 飛行員名單
2011 年飛行隊員
- Red One: Squadron Leader（英语：Squadron Leader） Ben Murphy
- Red Two: Flight Lieutenant（英语：Flight Lieutenant） Chris Lyndon-Smith
- Red Three: Flight Lieutenant Sean Cunningham
- Red Four: Flight Lieutenant Jon Egging (2011年8月20日航空節中表演喪生)[2]
- Red Five: Flight Lieutenant Kirsty Moore
- Red Six: Flight Lieutenant David Montenegro (Synchro Leader)
- Red Seven: Flight Lieutenant Ben Plank
- Red Eight (and executive officer): Flight Lieutenant Dave Davies
- Red Nine: Flight Lieutenant Zane Sennett
- Red Ten (Road Manager): Squadron Leader Graeme Bagnall

2016 年飛行隊員
- Red One: David Montenegro少校
- Red Two: Matt Masters上尉
- Red Three: Si Taylor上尉
- Red Four: Mike Bowden上尉
- Red Five: Emmet Cox上尉
- Red Six: 同步長機，Steve Morris上尉
- Red Seven: 同步2號機，Tom Bould上尉
- Red Eight: Stew Campbell上尉
- Red Nine: Joe Hourston上尉
- Red Ten: 主管，Mike Ling少校

## 飛行機種
在1964–1979年間使用蚊蚋教練機，1980年直到現在使用鷹式教練機做為表演飛機。

## 意外事故
- 1969: 兩架蚊式飛機墜毀。
- 1971: 兩架蚊式飛機交叉飛行訓練時碰撞。
- 1980: 一架鷹式飛機在薩西科斯表演時撞到遊艇主桅，飛行員彈跳後安全獲救。
- 1986: 一架鷹式飛機在跑道追撞另一架飛機。
- 1987: 一架鷹式飛機練習時墜毀掉到林肯郡威爾頓附近村莊。
- 2007: 一架鷹式飛機機翼掃到另一架飛機機尾。
- 2010: 兩架鷹式飛機在練習時空中相撞，一飛行員安全迫降，另一飛行員彈跳後肩膀脫臼送醫。
- 2011: 在英國伯恩茅斯舉行的航空節中，一架「紅箭」飛機表演時墜毀飛行員喪生。[3]
- 2018：一架鷹式飛機在威爾斯西北方安格爾西島（Anglesey）的瓦利空軍基地（RAF Valley）附近墜毀，飛行員安全跳傘逃生，已送往醫院治療，後座的機工長不幸殉職。[4]

## 瑣事
拉煙飛行並非光爲了表演好看，而是為了飛行員瞭解各飛機的飛行軌跡增加飛行安全所作的安排。

## 圖集

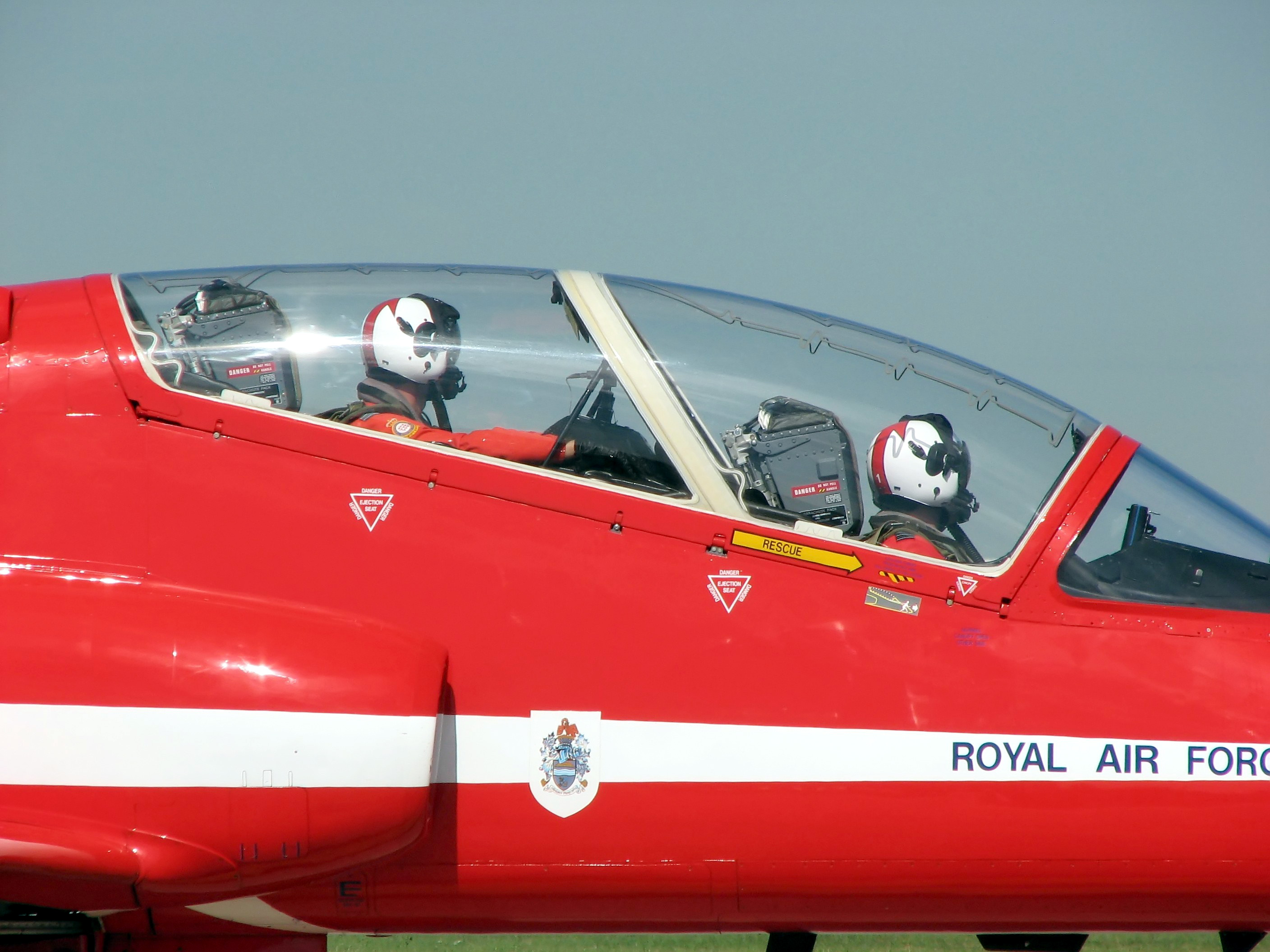
Hawk 準備起飛
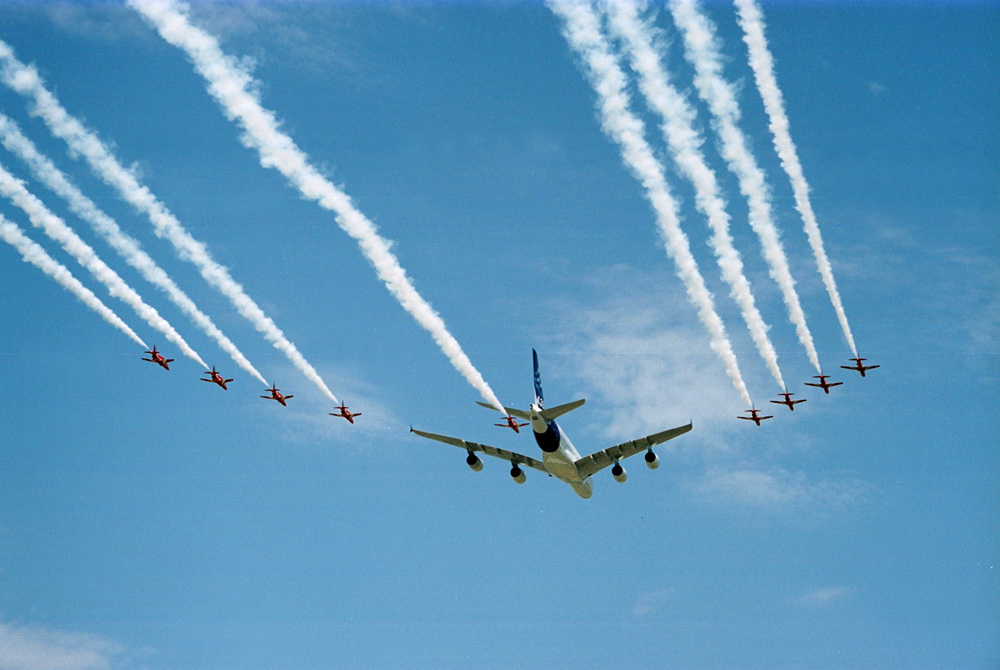
2006 與空中巴士 A380 在  Farnborough Airshow
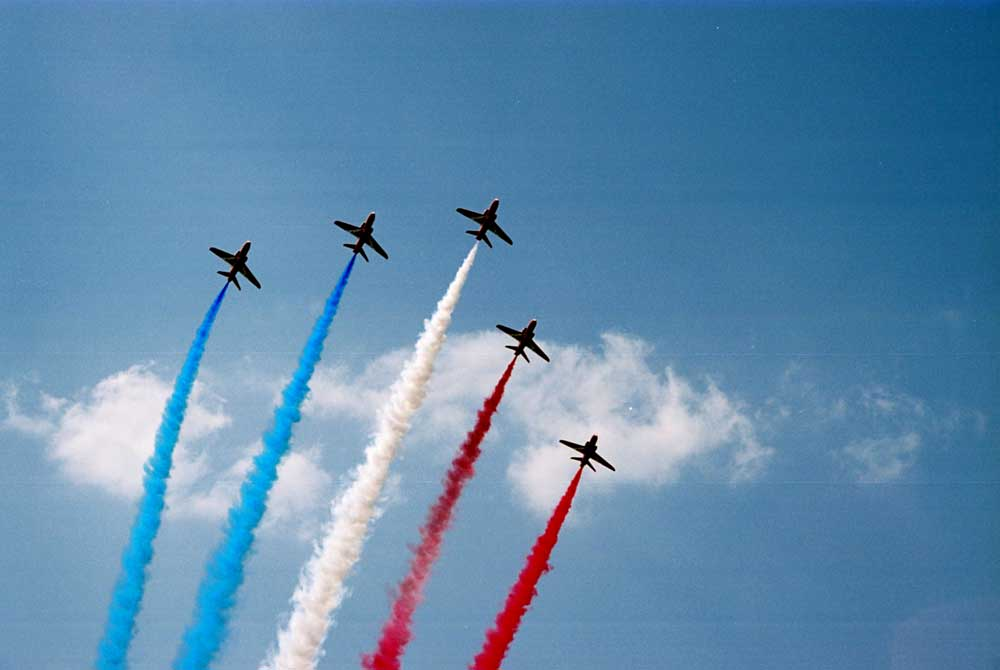
2006 Farnborough 表演
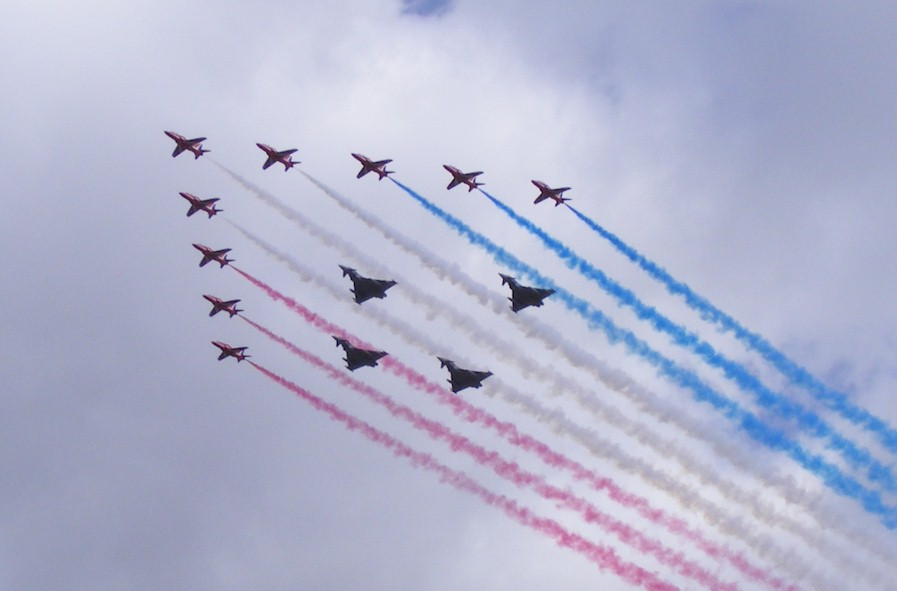
RAF 90周年慶與 Typhoons 飛機做拉煙飛行，飛越 St. James 公園 / Buckingham Palace 攝於 1/4/2008.

## 外部連結
- 英國皇家空軍特技飛行小組官網 （页面存档备份，存于）